# 取手市立取手東小学校
取手市立取手東小学校（とりでしりつ とりでひがししょうがっこう）とは、茨城県取手市にある公立小学校である。

## 沿革

### 前史
- 1872年(明治5年)-学制配布と共に、本村は、葛飾県第5大区小区に属せり、第３小区は、取手､小堀、台宿､井野、青柳､吉田､長兵衛新田、小文間の連合小学校として､井野村昌松寺内に開設する
- 1872年(明治5年)?-清水小学校開設
- 1873年(明治6年)4月 -小堀､井野、青柳、吉田､長兵衛新田、小文間の連合小学校から分離して､ 小文間村戸田井の西光院に、小文間小学校創立、後に、小文間村内の数々の寺院に移転
  - 8月-青柳村壽福院に、青柳小学校を開設して､青柳地区を斬る分離する8月-小堀村常圓寺に、井野南小学校(小堀小学校)を開設して､小堀地区を分離する
- 1886年(明治19年)11月-清水村(後の六郷村(旧藤代町))の清水小学校を編入合併
- 1886年(明治19年)度-井野村、青柳村、寺田村が、桑原村に編入合併により、井野小学校及び青柳小学校を桑原光明寺内の桑原尋常小学校(旧桑原小学校)(現在の取手市立寺原小学校)に編入合併する
- 1887年(明治20年)1月-小堀村が取手村に編入合併により、井野南小学校(小堀小学校)を取手尋常小学校(旧取手小学校)に編入合併により、取手尋常小学校小堀分教場と改称する
- 1889年（明治22年）4月 -桑原村から旧井野村及び旧青柳村を分離及び取手町(旧取手村)から旧小堀村を分離による、分村合併より、新しい井野村発足して、桑原尋常小学校､取手尋常小学校から分離して､北相馬郡井野村の井野青柳本願寺の敷地内（後の取手市立取手第一中学校及び現在の取手市立井野なないろ保育所の敷地）に井野小学校として創立(取手尋常小学校小堀分教場(旧井野南小学校)は廃止)
- 1889年(明治22年)7月-北相馬郡六郷村立六郷尋常小学校(現在の取手市立六郷小学校(旧藤代町立))開校により、合併していた、六郷村(旧清水村)の清水小学校児童は解除分離する
- 1904年(明治37年)11月 - 小文間小学校が、校舎が竣工して移転する
- 1912年(明治45年)4月-利根川河川改修のため、小堀児童の通学に困難を來したるる似て、井野高等尋常小学校小堀分教場を開設する
- 1926年(大正15年)7月-井野高等尋常小学校小堀分教場を廃止して､井野高等尋常小学校本校に収容する
- 1947年(昭和22年)4月 - 取手町と井野村が町村合併により、井野小学校が取手小学校と合併により、井野小学校が分校として、北相馬郡取手町立取手小学校井野教場(井野小学校)になる
- 1947年(昭和22年)
  - 4月、北相馬郡小文間村立小文間小学校と改称
  - 5月、北相馬郡取手町立取手小学校井野教場(井野小学校)の敷地内に、北相馬郡学校組合立取手中学校井野教場(本校、本部)が、北相馬郡小文間村立小文間小学校の敷地内に、北相馬郡学校組合立取手中学校小文間教場(分校)を、設置開校
- 1952年(昭和27年)4月 - 北相馬郡取手町立取手小学校井野教場(井野小学校)が北相馬郡取手町立取手第二小学校(井野小学校)として分離独立して開校する
- 1955年(昭和30年)
  - 2月 - 取手町と小文間村が町村合併及び北相馬郡学校組合が解散により、北相馬郡学校組合立取手中学校小文間教場を北相馬郡取手町立取手中学校井野教場(本部及び本校)(旧北相馬郡学校組合立取手中学校井野教場)に編入統合する
  - 4月1日 - 取手町と小文間村が町村合併により、北相馬郡取手町立小文間小学校と改称。小文間小学校創立記念日は、10月5日
- 1958年(昭和33年)4月 - 北相馬郡取手町立取手第二小学校(井野小学校)が北相馬郡取手町立取手第一小学校(取手小学校)に、編入統合により、北相馬郡取手町立取手小学校になる
- 1969年(昭和44年)6月1日 - 北相馬郡取手町大字井野の一部と北相馬郡取手町大字台宿の一部に、取手井野団地を開発により、北相馬郡取手町立取手小学校から分離して、北相馬郡取手町立井野小学校が創立、その日を、創立記念日になる
- 1970年(昭和45年)10月1日 - 取手市制施行により、北相馬郡取手町立小文間小学校が取手市立小文間小学校に、北相馬郡取手町立井野小学校が取手市立井野小学校と改称
- 1977年(昭和52年)4月1日 - 児童増加及び学区(通学区域)調整による、学区(通学区域)変更により、取手市立取手小学校、取手市立小文間小学校、取手市立井野小学校から分離して、取手市立吉田小学校が創立する。吉田小学校創立記念日は、5月1日

※取手市立井野小学校から分離する形になっているが、井野二丁目の一部、井野三丁目、大字井野の一部(川戸沼、屋敷、井野)は、取手市立井野小学校、取手市立吉田小学校の協議学区(通学区域)としてとなった
(1977年(昭和52年)1月15日発行、広報とりで、記載)
- 1979年(昭和54年)4月1日-生徒増加により、取手市立取手第一中学校から分離して、取手市立取手東中学校が創立

※取手市立井野小学校を卒業した児童は、取手市立取手第一中学校に、取手市立吉田小学校を卒業した児童は、取手市立取手東中学校に進学する
(1979年(昭和54年)3月1日、広報とりで、記載)
- 1979年(昭和54年)度 - 取手市立井野小学校が児童数が、取手市で初めて、1634名を新記録をする(令和3年2月、現在も、記録を破られていない)
- 1984年(昭和59年)4月1日-取手市立井野小学校、取手市立吉田小学校の協議学区(通学区域)を解消して、指定する
  - 取手市立井野小学校、井野二丁目、井野三丁目
  - 取手市立吉田小学校、大字井野の一部(川戸沼、屋敷、井野)

※取手市立井野小学校学区(通学区域)は、取手市立取手第一中学校の、取手市立吉田小学校学区(通学区域)は、取手市立取手東中学校の学区(通学区域)となった
(1983年(昭和58年)12月15日発行、広報とりで、記載)
- 1985年(昭和60年)4月1日-井野一丁目、台宿二丁目の一部が、取手市立取手小学校、取手市立白山小学校、取手市立井野小学校の自由通学区域を解消して、指定する
  - 取手市立取手小学校、台宿二丁目の一部
  - 取手市立白山小学校、台宿二丁目の一部、井野一丁目の一部、
  - 取手市立井野小学校、井野一丁目の一部、台宿二丁目の一部

(1985年(昭和60年)1月15日発行、広報とりで,記載)
- 2015年(平成27年)3月20日 - 取手市立吉田小学校閉校式(校旗返納式)を挙行する。同年3月22日、取手市立小文間小学校、取手市立井野小学校閉校式(校旗返納式)を挙行する
- 2015年(平成27年)3月31日 - 取手市立小文間小学校、取手市立井野小学校、取手市立吉田小学校が統合により閉校する。

### 取手市立取手東小学校
- 2015年(平成27年)
  - 4月1日 - 取手市立小文間小学校と取手市立井野小学校と取手市立吉田小学校が統合により、取手市立取手東小学校が開校する。校舎及び学校校地は、取手市吉田400番地、旧取手市立吉田小学校跡地
  - 4月1日 - 取手市立取手東小学校校歌を事実上の制定する
- 2015年(平成27年)7月1日 - 取手市立取手東小学校開校記念行事(開校記念式典方式)を挙行する、その日を、創立記念日に制定する
- 2019年(令和元年)11月9日 - 取手市立取手東小学校統合開校5周年記念式典を挙行する
- 2024年(令和６年)度‐取手市立取手東小学校統合開校10周年記念事業を行う

## 学校行事
- 4月 春休み·1学期始業式・入学式
- 5月運動会
- 6月
- 7月創立記念日·夏休み(下旬)
- 8月夏休み(全日)
- 9月
- 10月 1学期終業式・2学期始業式
- 11月文化祭
- 12月冬休み(下旬)
- 1月冬休み(上旬)
- 2月
- 3月 卒業式・2学期修了式·春休み·離任式

## 統合前の学校の位置
取手市立小文間小学校
取手市小文間4359番地(旧取手市大字小文間4359番地)
取手市立井野小学校
取手市井野団地1番1号(旧取手市大字台宿36番地)
取手市立吉田小学校
取手市吉田400番地(旧取手市大字吉田400番地)

## 学区(通学区域)
小文間·井野団地·井野一丁目の一部·井野二丁目·井野三丁目·吉田·長兵衛新田·青柳·青柳一丁目·六丁目の一部·井野の一部·桑原の一部

## 取手市立取手東小学校学区(通学区域)の中学校の変遷
- 1947年(昭和22年)
  - 北相馬郡学校組合立取手中学校井野教場(本校、本部)
  - 北相馬郡学校組合立取手中学校小文間教場(分校)
- 1955年(昭和30年)
  - 北相馬郡学校組合立取手中学校井野教場(本校、本部)、北相馬郡学校組合立取手中学校小文間教場(分校)→北相馬郡取手町立第一中学校
- 1970年(昭和45年)
  - 北相馬郡取手町立第一中学校→取手市立取手第一中学校
- 1979年(昭和54年)
  - 取手市立取手第一中学校(取手市立井野小学校学区)
  - 取手市立取手東中学校(取手市立小文間小学校、取手市立吉田小学校学区)
- 2012年(平成24年)
  - 取手市立取手第一中学校及び取手市立取手東中学校→取手市立取手第一中学校

## 進学先の中学校
取手市立取手第一中学校

## 小文間村及び井野村
- 小文間村とは、旧取手市立小文間小学校学区(通学区域)の全域で1955年(昭和30年)に、取手町と合併まであった村
- 井野村とは、取手市立取手小学校学区(通学区域)の一部(台宿二丁目の一部と東三丁目の一部、小堀全域)、取手市立白山小学校学区(通学区域)の一部(白山一丁目の一部、井野台の一部、井野一丁目)が、取手市立寺原小学校学区(通学区域)の一部(井野台の一部)が、旧取手市立井野小学校学区(通学区域)の一部(井野団地の一部、井野一丁目、井野二丁目、井野三丁目の一部)が、旧取手市立白山西小学校(現在の取手市立取手西小学校)学区(通学区域)の一部が、旧取手市立吉田小学校学区(通学区域)の全域が、1947年(昭和22年)までに、取手町と合併まであった村

## 交通アクセス
- 取手駅から徒歩で約30分
- 取手駅からバス·徒歩で約11分